# Bob-Europameisterschaft 1967
Die Bob-Europameisterschaft 1967 wurde am 21. und 22. Januar 1967 im Zweierbob und am 28. und 29. Januar 1967 im Viererbob auf der Olympischen Bobbahn  von 1964 im österreichischen Innsbruck-Igls ausgetragen. Die Bahnhülle war bereits künstlich angelegt, allerdings wurde die Bahn zu diesem Zeitpunkt noch künstlich vereist, was im Viererbob-Wettbewerb letztlich zu Problemen führte.  Für die großen Schlitten war die EM in Österreich eine Premiere, da bis dahin noch keine Europameisterschaft im Viererbob stattgefunden hatte.

## Zweierbob
Insgesamt 30 Bobs aus neun Nationen traten zur EM am Austragungsort der Olympischen Bobwettbewerbe von 1964 an. Das Reglement sah vor, dass keine WM-Medaillengewinner antreten durften, so dass zum Beispiel die starken italienischen und britischen Bobs fehlten. In deren Abwesenheit setzte sich das österreichische Duo Thaler/Durnthaler bereits am ersten Tag  vor dem überraschend staken rumänischen Team Panturu/Neagoe an die Spitze. An dritter Stelle lag der bundesdeutsche Bob mit Pilot Wolfgang Zimmerer und Bremser Peter Utzschneider vom SV Ohlstadt. Sowohl für die Rumänen als auch  für den Ohlstädter Zweierbob begann bei dieser EM eine erfolgreiche Karriere. Andererseits war vor allem der erste Wettkampftag von teilweise schweren Stürzen geprägt. Am zweiten Wettkampftag änderte sich an der Konstellation auf den Medaillenrängen nichts mehr, so dass Erwin Thaler letztlich seinen dritten Europameistertitel im Zweierbob in Folge feiern konnte.
| Rang | Athleten                             | Bob                      | Gesamtzeit  |
| ---- | ------------------------------------ | ------------------------ | ----------- |
| 1    | Erwin Thaler Reinhold Durnthaler     | Österreich II            | 4:36,58 min |
| 2    | Ion Panțuru Nicolae Neagoe           | Rumänien I               | 4:37,52 min |
| 3    | Wolfgang Zimmerer Peter Utzschneider | BR Deutschland IV        | 4:38,81 min |
| 4    | Horst Floth Frank Lange              | BR Deutschland I         | 4:39,99 min |
| 5    | John Evelyne Toni Fields             | Vereinigtes Königreich I | 4:41,09 min |
| 6    | Franz Wörmann Hubert Braun           | BR Deutschland II        | 4:41,17 min |
| 7    | Max Kaltenberger Hans Ritzl          | Österreich II            | 4:42,38 min |
| 8    | Klaus Ostler Pepi Bader              | BR Deutschland III       | 4:42,94 min |

## Viererbob
Eine Woche nach der EM im Zweierbob waren nun die großen Schlitten auf der Natureisbahn der Olympischen Spiele von 1964 am Start. Nach dem ersten Tag sorgte erneut wie schon im Zweierbob-Wettbewerb die rumänische Mannschaft um Pilot Ion Ion Panțuru für die größte Überraschung. Die Osteuropäer lagen vier Zehntel vor dem Bob Österreich I mit Pilot Erwin Thaler. Um den dritten Platz stritten sich zu dem Zeitpunkt drei deutsche Bobs. Über die Nacht zum Sonntag kam es dann zu einem starken Temperaturanstieg. Schon im dritten Lauf zeigte sich, dass die Natureisbahn den hohen Temperaturen und den Beanspruchungen durch die schweren Bobs nicht mehr standhalten würde. Nachdem im vierten Lauf erst wenige Mannschaften gefahren waren, brach die Jury den Wettbewerb ab. Dem Reglement gemäß kamen nun nur die zwei Fahrten vom Vortag in die Wertung, so dass erstmals ein rumänischer Bob Europameister wurde.
| Rang | Athleten                                                    | Bob               | Gesamtzeit  |
| ---- | ----------------------------------------------------------- | ----------------- | ----------- |
| 1    | Ion Panțuru Nicolae Neagoe Petre Hristovici Gheorghe Maftei | Rumänien I        | 2:15,21 min |
| 2    | Erwin Thaler Reinhold Durnthaler Herbert Gruber Josef Eder  | Österreich I      | 2:15,61 min |
| 3    | Franz Wörmann Hubert Braun Klaus Ostler Josef Gerg          | BR Deutschland IV | 2:17,31 min |
| 4    | Maurer ?                                                    | BR Deutschland II | 2:17,54 min |
| 5    | Baumann ?                                                   | BR Deutschland I  | 2:17,57 min |
| 6    | Kaltenberger ?                                              | Österreich III    | 2:17,79 min |

## Medaillenspiegel
| Platz | Nation         | Gold | Silber | Bronze |
| ----- | -------------- | ---- | ------ | ------ |
| 1     | Österreich     | 1    | 1      | —      |
| 1     | Rumänien       | 1    | 1      | —      |
| 3     | BR Deutschland | —    | —      | 2      |